# Nats de Vancouver
Pour les articles homonymes, voir Nats (homonymie).
Les Nats de Vancouver étaient une équipe junior de hockey sur glace basée à Vancouver en Colombie-Britannique qui a joué dans la Ligue de hockey de l'Ouest de 1971 à 73.
La franchise a porté les noms suivants :
- Nats de Vancouver - de 1971 à 1973
- Chiefs de Kamloops - de 1973 à 1977
- Breakers de Seattle - de 1977 à 1985
- Thunderbirds de Seattle - depuis 1985

L'équipe a fini les deux saisons à la dernière place du classement et donc n'était pas qualifiée pour les séries éliminatoires.
Il faudra que Vancouver attende 2001 et les Giants de Vancouver pour voir une nouvelle équipe de la LHOu.

## Saisons après saisons
Pour les significations des abréviations, voir Statistiques du hockey sur glace.
| Saison  | PJ | V  | D  | N | BP  | BC  | Pts | Classement |
| ------- | -- | -- | -- | - | --- | --- | --- | ---------- |
| 1971-72 | 68 | 17 | 50 | 1 | 213 | 379 | 35  | 6e ouest   |
| 1972-73 | 68 | 10 | 55 | 3 | 198 | 428 | 23  | 6e ouest   |

## Joueurs de la franchise ayant évolué dans laLigue nationale de hockey
- Bruce Greig
- Dale Lewis
- Barry Smith